# Uốn ván
Uốn ván hay phong đòn gánh là một bệnh cấp tính gây bởi ngoại độc tố của vi khuẩn Clostridium tetani. Đặc trưng của bệnh là biểu hiện co thắt cơ, cứng cơ, và rối loạn tự chủ. Tình trạng co cứng thường bắt đầu ở hàm và cổ rồi lan ra toàn thân.

## Dấu hiệu và triệu chứng
Thời kỳ ủ bệnh sau nhiễm bào tử có thể từ 1 ngày đến vài tháng, đa số 3 ngày đến 3 tuần, trung bình là 8 ngày. Nơi bào tử xâm nhập càng xa hệ thần kinh trung ương thì thời kỳ ủ bệnh càng kéo dài. Nguy cơ bệnh nặng và tử vong sẽ cao hơn nếu bệnh phát tác sớm hơn. Đây được xem là một trong những chỉ báo tiên lượng tốt nhất, ví dụ vết thương ở đầu hoặc thân thường ứng với thời kỳ ủ bệnh ngắn nhất tức bệnh dễ nặng.
Uốn ván được phân thành ba loại dựa theo đặc điểm lâm sàng: toàn thân, cục bộ, đầu, hoặc thêm một loại nữa ở trẻ sơ sinh. Ba đặc trưng của bệnh là cứng cơ, co thắt cơ, và rối loạn tự chủ. Cứng cổ, đau họng, và khó mở miệng thường là những triệu chứng sớm.

### Uốn ván toàn thân
Uốn ván toàn thân là dạng phổ biến nhất chiếm hơn 80% ca. 90% bệnh nhân lúc đầu bị co thắt cơ nhai dẫn đến khó mở miệng hoặc hàm, gọi là cứng khít hàm hay khóa hàm. Co thắt cơ mặt tạo ra nét mặt đặc trưng risus sardonicus (cười nhăn): lông mày nhướn lên, trán nhăn, khóe miệng mở sang. Tiếp theo biểu hiện lan xuống dưới với các nhóm cơ cổ, ngực, bụng, rồi các chi. Ban đầu, co thắt xảy ra do tác nhân kích thích bên ngoài như đụng chạm hay tiếng động bất chợt, sau là tự phát.
Các cơn co thắt gây đau đớn vô cùng và có thể dẫn đến gãy xương hay đứt gân. Suy hô hấp là hậu quả sớm nghiêm trọng nhất và nguyên nhân gây tử vong hàng đầu trước khi có những phương thuốc hiệu quả. Co thắt thanh môn có thể lập tức dẫn đến tử vong. Hệ cơ hoành và bụng cũng hay bị tác động rủi ro gây ngừng thở. Ở những ca nặng, co thắt cơ dựng cột sống khiến lưng bị uốn ngược tạo ra thế người ưỡn cong (opisthotonus).
Sau vài ngày bệnh, rối loạn hệ thần kinh tự chủ có thể xảy ra bao gồm tăng huyết áp không ổn định, tim đập nhanh, loạn nhịp tim, toát mồ hôi, co mạch biên, đôi khi giảm huyết áp. Tình trạng này báo hiệu tiên lượng xấu và là nguyên nhân gây tử vong hàng đầu trong hoàn cảnh bệnh nhân được chăm sóc tích cực và hỗ trợ hô hấp.

## Tác nhân

Clostridium tetani tồn tại bền lâu nhờ nội bào tử. Hình vẽ mô tả vi khuẩn, vi khuẩn đang hình thành bào tử, và chỉ bào tử.

Uốn ván là bệnh trung gian độc tố do vi khuẩn Clostridium tetani gây ra. C. tetani là trực khuẩn sinh bào tử, Gram dương, kỵ khí bắt buộc, điển hình có chiều dài 2–2,5 μm, bề ngang 0,3–0,5 μm. Mặc dù được phân loại là vi khuẩn Gram dương nhưng kết quả nhuộm có thể thay đổi, nhất là trong mô hoặc mẻ cấy cũ. C. tetani có năng lực di động hạn chế và nhiều roi bao quanh trong thời kỳ sinh trưởng. Nhiệt độ phù hợp cho sinh trưởng là 14–43 °C, tối ưu 33–37 °C. Vi khuẩn trưởng thành mất roi và thường hình thành nội bào tử ở một đầu, làm nên hình dạng như dùi trống hay vợt tennis (hoặc vợt bóng quần). Chúng nhạy cảm với nhiệt và không thể sống sót trong môi trường có oxy.
Bào tử của C. tetani thì ngược lại, rất bền bỉ nên hiện diện ở mọi nơi trên thế giới. Bào tử phân tán rộng khắp trong đất, ruột và phân động vật. Ở những vùng nông thôn, nhiều người trưởng thành mang bào tử trong đường tiêu hóa và trên da. Chúng có thể tồn tại nhiều tháng đến nhiều năm nếu không tiếp xúc với ánh sáng mặt trời. Chúng chịu được cực điểm nhiệt và ẩm, nhiều chất sát khuẩn và hóa chất như phenol, ethanol, formalin. Trong nồi hấp, bào tử bị tiêu diệt tại nhiệt độ 121 °C và áp suất 103 kPa (15 psi) sau 15 phút.
C. tetani sản sinh hai ngoại độc tố: tetanolysin và tetanospasmin. Vai trò của tetanolysin chưa được biết rõ, nhưng nó có thể thúc đẩy hoại tử mô và vi khuẩn sinh sôi tại vết thương. Tetanospasmin là độc tố thần kinh và nguyên nhân gây ra những biểu hiện của uốn ván. Đây là một trong những độc tố mạnh nhất được biết, liều tử vong tối thiểu cho người ước tính là 2,5 ng trên 1 kg trọng lượng cơ thể.
Uốn ván thường được liên hệ với gỉ sét, nhất là đinh gỉ. Gỉ thực chất không gây uốn ván nhưng những vật thể bị gỉ thường ở ngoài trời, đặc biệt là trong đất hay trên bề mặt đất, nơi thường có vi khuẩn hoặc bào tử. Giẫm phải đinh gỉ có nguy cơ bị uốn ván bởi đinh gỉ dễ mang bào tử vi khuẩn và nó nhọn đâm xuyên da đưa bào tử vào sâu bên trong chỗ vết thương là môi trường thiếu oxy thuận lợi cho bào tử sinh trưởng. 'Gỉ sét là nguyên nhân gây uốn ván' là quan niệm sai lầm phổ biến.

## Bệnh sinh
Con đường lây nhiễm chủ yếu là vết thương hở tiếp xúc với đất lẫn vi khuẩn, bệnh không lây từ người sang người. Khi đã ở môi trường đủ thiếu khí, bào tử nảy mầm, sinh sôi và giải phóng độc tố. Chỉ những chủng sinh tetanospasmin mới có thể gây bệnh. Tetanospasmin hay độc tố uốn ván là một protein được sản sinh nội bào và giải phóng khi tế bào tự phân hủy. Ban đầu nó được tổng hợp là một chuỗi polypeptide đơn 150 kDa bất hoạt. Sau khi ra khỏi tế bào chết, chuỗi này bị protease vi khuẩn chẻ ra thành một chuỗi nặng 100 kDa và chuỗi nhẹ 50 kDa nối liền qua liên kết disulfide, là dạng hoạt tính của độc tố.
Tiếp theo, độc tố lan đến ngã giao thần kinh cơ hoặc hệ bạch huyết, từ đó đi vào dòng máu dẫn đến phát tán toàn thân và hấp thu diện rộng. Độc tố thâm nhập neuron vận động alpha nhờ một quá trình gắn tuần tự thụ thể kép rồi nhập bào qua trung gian clathrin. Ở trong, độc tố được vận chuyển nghịch sợi trục đến thân neuron rồi chuyển bào sang neuron ức chế kề bên. Trong neuron ức chế, chuỗi nhẹ được chuyển ra bào tương bởi chuyển vị màng qua một kênh được tạo ra ở màng túi. Liên kết disulfide đứt gãy, thả chuỗi nhẹ tự do để nó bắt đầu phát huy độc tính.
Chuỗi nặng bao gồm hai miền cũng nối liền bởi liên kết disulfide, thực hiện các chức năng vận động. Đầu carboxy (C) gắn vào những thụ thể cần cho nhập bào; đầu amino (N) hỗ trợ vận chuyển trong sợi trục và ở neuron đệm là chuyển vị phân tử độc tố ra bào tương. Chuỗi nhẹ mang độc tính của tetanospasmin là một endopeptidase kẽm. Khi hoạt động, nó chẻ synaptobrevin là protein cần cho các túi chứa chất dẫn truyền thần kinh xuất bào. Không có synaptobrevin nguyên vẹn, túi không thể dung hợp với màng và chất dẫn truyền thần kinh không được giải phóng. Hệ quả là neuron ức chế mất khả năng kìm hãm neuron vận động khiến neuron này tăng tốc độ phóng gây cứng cơ. Thêm nữa các cơ đối vận không giãn được bình thường gây co thắt nếu có sự vận động hay kích thích.
Tetanospasmin hoạt động ở giao điểm thần kinh cơ, tủy sống, não, và hệ thần kinh tự chủ. Uốn ván toàn thân xảy ra khi độc tố lan tỏa theo đường máu, còn không thì chỉ một vùng cơ bị ảnh hưởng hay là uốn ván cục bộ. Độc tố không qua được hàng rào máu não, con đường duy nhất để vào hệ thần kinh trung ương là vận chuyển qua neuron.

## Chủng ngừa
Cách ngăn ngừa bệnh uốn ván là chủng ngừa bằng vắc-xin . Theo hướng dẫn của trung tâm phòng bệnh y tế Hoa Kỳ thì cứ 10 năm phải chủng bồi thêm. Nếu có vết thương bẩn mà không biết lần cuối tiêm chủng vào lúc nào, hoặc trong đời có chủng ngừa ít hơn 3 lần, thì nên tiêm bồi một mũi. Vắc-xin cần hơn 2 tuần mới có hiệu nghiệm. Một khi bệnh đã phát, vắc-xin sẽ không có tác dụng chữa trị.

### Tạp chí
- Cook, T.M.; Protheroe, R.T.; Handel, J.M. (tháng 9 năm 2001). "Tetanus: a review of the literature". British Journal of Anaesthesia. 87 (3): 477–487. doi:10.1093/bja/87.3.477. PMID 11517134. S2CID 14040429.

### Sách
- Tiwari, Tejpratap S.P.; Moro, Pedro L.; Acosta, Anna M. (2021). "Tetanus". Trong Hall, Elisha; Wodi, A. Patricia; Hamborsky, Jennifer; Morelli, Valerie; Schillie, Sarah (biên tập). Epidemiology and Prevention of Vaccine-Preventable Diseases (ấn bản thứ 14). Public Health Foundation. tr. 315–328. ISBN 978-0-578-96969-5.
- Nathan, Barnett R.; Bleck, Thomas P. (2011). "Tetanus". Trong Guerrant, Richard L.; Walker, David H.; Weller, Peter F. (biên tập). Tropical Infectious Diseases: Principles, Pathogens and Practice (ấn bản thứ 3). Elsevier. tr. 284–288. ISBN 978-0-7020-3935-5.
- Thwaites, C. Louise; Yen, Lam Minh (2022). "Tetanus". Trong Loscalzo, Joseph; Fauci, Anthony S.; Kasper, Dennis L.; Hauser, Stephen L.; Longo, Dan L.; Jameson, J. Larry (biên tập). Harrison's Principles of Internal Medicine (ấn bản thứ 21). McGraw Hill Professional. tr. 1211–1214. ISBN 978-1-264-26851-1.
- Kimberlin, David W.; Barnett, Elizabeth D.; Lynfield, Ruth; Sawyer, Mark H. (2021). "Tetanus (Lockjaw)". Red Book: 2021–2024 Report of the Committee on Infectious Diseases (ấn bản thứ 32). American Academy of Pediatrics. ISBN 978-1-61002-578-2. Bản gốc lưu trữ ngày 13 tháng 3 năm 2024. Truy cập ngày 7 tháng 12 năm 2024.
- Tiwari, Tejpratap S.P. (2017). "Tetanus". Trong Quah, Stella R. (biên tập). International Encyclopedia of Public Health (ấn bản thứ 2). Elsevier. tr. 158–163. ISBN 978-0-12-803708-9.
- Thwaites, Guy E.; Thwaites, C. Louise (2020). "Tetanus". Trong Ryan, Edward T.; Hill, David R.; Solomon, Tom; Aronson, Naomi E.; Endy, Timothy P. (biên tập). Hunter's Tropical Medicine and Emerging Infectious Diseases (ấn bản thứ 10). Elsevier. tr. 548–550. ISBN 978-0-323-55512-8.
- Burtis, D. Brandon; Dobbs, Michael R. (2009). "Tetanus Toxin". Trong Dobbs, Michael R. (biên tập). Clinical Neurotoxicology. Elsevier. tr. 427–435. ISBN 978-0-323-05260-3.
- Roper, Martha H.; Wassilak, Steven G.F.; Scobie, Heather M.; Ridpath, Alison D.; Orenstein, Walter A. (2018). "Tetanus Toxoid". Trong Plotkin, Stanley A.; Orenstein, Walter A.; Offit, Paul A.; Edwards, Kathryn M (biên tập). Plotkin's Vaccines (ấn bản thứ 7). Elsevier. tr. 1052–1079.e18. ISBN 978-0-323-35761-6.

### Web
- O'Connor, Anahad (ngày 22 tháng 2 năm 2005). "The Claim: Stepping on a Rusty Nail Can Cause Tetanus". The New York Times. Truy cập ngày 18 tháng 2 năm 2023.
- Mcvean, Ada (ngày 25 tháng 10 năm 2018). "Rust Doesn't Give You Tetanus". Office for Science and Society, McGill University. Truy cập ngày 18 tháng 2 năm 2023.